# Стара-Любовня
Ста́ра-Лю́бовня (словац. Stará Ľubovňa) — город в восточной Словакии на реке Попрад. Один из важных спишских городов. Население — 15 707 человек (на 31.12.2022).
Стара-Любовня была первый раз упомянута в 1292 году как город Либенов. В 1364 году венгерский король Людовик I Великий даровал Стара-Любовне права королевского города. В 1412 году в числе 16 спишских городов Стара-Любовня была отдана Польше как задаток за долг. В 1772 году после раздела Польши, Стара-Любовня снова входит в состав Венгерского королевства в составе Австрии.

## Население
| Год:                | 1994   | 2004    | 2014    | 2024    |
| ------------------- | ------ | ------- | ------- | ------- |
| Количество человек: | 15 447 | 16 348  | 16 366  | 15 599  |
| Разница:            |        | +5,83 % | +0,11 % | −4,68 % |

Стара-Любовня — многонациональный город. Здесь живут словаки, русины, поляки, немцы, цыгане. Около трети верующих — униаты.

## Известные уроженцы
- Соня Габорчакова (род. 1977) — словацкий государственный деятель.
- Мариан Госса (род. 1979) — словацкий хоккеист, трёхкратный обладатель Кубка Стэнли.

## Достопримечательности
- Приходской костёл св. Николая
- Любовньянский Град
- Музей под открытым небом

## Города-побратимы
- Польша, Новый Сонч[3]